# Bruce Allpress
Bruce Robert Allpress (n. 25 de agosto de 1930-23 de abril de 2020) fue un actor neozelandés. Ha participado en muchos telefilmes y también ha presentado programas de televisión y radio. A mediados de la década de 1980, apareció regularmente en The Billy T. James Show, y también junto a Tommy Lee Jones en la película de aventuras sobre piratas Nate and Hayes. Su papel más conocido es el de Aldor, el arquero de Rohan que disparó al primer uruk-hai en la película El Señor de los Anillos: las dos torres.

## Filmografía

### Cine
| Año  | Película                              | Personaje                | Notas |
| ---- | ------------------------------------- | ------------------------ | ----- |
| 2011 | Rest for the Wicked                   | Mr. Maxwell              |       |
| 2010 | Frosty Man and the BMX Kid            | Frosty Man               | Corto |
| 2007 | The Water Horse: Legend of the Deep   | Jock McGowan             |       |
| 2006 | Ozzie                                 | Charlie Foster           |       |
| 2002 | The Lord of the Rings: The Two Towers | Aldor                    |       |
| 1993 | The Piano                             | Afinador de pianos ciego |       |
| 1990 | The Shrimp on the Barbie              | Mr. Ridley               |       |
| 1985 | Came a Hot Friday                     | Padre de Don             |       |
| 1985 | Should I Be Good?                     | Neville Oswald           |       |
| 1983 | Nate and Hayes                        | Mr. Blake                |       |
| 1982 | The Scarecrow                         | Uncle Athol              |       |
| 1982 | Bad Blood                             | Insp. Calwell            |       |
| 1982 | Beyond Reasonable Doubt               | Detectivez Sam Keith     |       |

### Televisión
| Año           | Programa                                    | Personaje                                                  | Notas                                |
| ------------- | ------------------------------------------- | ---------------------------------------------------------- | ------------------------------------ |
| 2011          | Emilie Richards - Der Zauber von Neuseeland | Walt Cooper                                                | Telefilme                            |
| 2009          | The Cult                                    | Keith                                                      | 4 episodios                          |
| 2008          | Power Rangers Jungle Fury                   | Master Phant / Elephant Ranger                             | 7 episodios                          |
| 2006          | Shortland Street                            | Barry Walters                                              | 3 episodios                          |
| 2005          | Hercules                                    | Shepherd                                                   | Telefilme                            |
| 2003          | Cave In                                     | 'Cappy' Shuster                                            | Telefilme                            |
| 2002          | Mercy Peak                                  | Noel Malloy                                                | Episodio «Desire and Its Undoing»    |
| 1999          | Duggan                                      | Granjero                                                   | 2 episodios                          |
| 1995/96/98/99 | Hercules: The Legendary Journeys            | Hombre mayor / Enos / Septus / Skouros / Phidias / Skouras | 6 episodios                          |
| 1998          | City Life                                   | Graham Waters                                              | Episodio 1.15                        |
| 1996          | Every Woman's Dream                         | Carl Cox                                                   | Telefilme                            |
| 1995          | Fallout                                     |                                                            | Miniserie, sin acreditar             |
| 1995          | Riding High                                 | Desmond Ridgley                                            | 2 episodios                          |
| 1994          | High Tide                                   | Harlan                                                     | Episodio «Killer Wave»               |
| 1993          | Objetivo: Greenpeace                        | Hec Crene                                                  | Telefilme                            |
| 1993          | Adrift                                      | Sam                                                        | Telefilme                            |
| 1992          | The Ray Bradbury Theater                    | O'Gavin                                                    | Episodio «The Anthem Sprinters»      |
| 1991          | Shark in the Park                           | Alan Cross                                                 | Episodio «You've Gotta Have Mates»   |
| 1985          | Hanlon                                      | Justice Williams                                           | Episodio «In Defence of Minnie Dean» |
| 1983          | An Age Apart                                | Mr Buchanan                                                | Episodio «Don't Rock the Boat»       |
| 1980          | Sea Urchins                                 |                                                            | Telefilme, sin acreditar             |
| 1977          | Hunter's Gold                               | Gordon Hunter                                              |                                      |